# Rhodobacter
Rhodobacter — рід бактерій класу альфа-протеобактерій. Включає види, які мають широкий ряд метаболічних здібностей. Rhodobacter sphaeroides — фотосинтетичний організм, що інтенсивно вивчається, через свій механізм фотосинтезу. Метаболізм багатьох видів має значний інтерес, особливо у зв'язку зі створенням поновлюваних джерел енергії. Rhodobacter знаходять у прісноводих або морських середовищах.